# Иван Баряков
Иван Баряков е бивш български състезател по ски бягане. Участва на Зимните олимпийски игри през 2002 г. и Зимните олимпийски игри през 2006 г.

## Биография
Баряков е роден на 26 юни 1983 г. в Банско. Започва да се състезава за спортния клуб в родния си град, негов треньор е Чавдар Рахов. Впоследствие се присъединява към националния отбор, ръководен от Пламен Недялков. На Олимпиадата в Солт Лейк Сити се класира на 60-то място.